# Komintern (incrociatore)
Il Komintern fu un incrociatore protetto della Marina militare sovietica, appartenente alla classe Bogatyr. La nave venne originariamente varata nel 1902 per la Marina imperiale russa, inizialmente con il nome di Kagul cambiato poi in Pámât' Merkúriâ nel 1907.
Attivo durante la prima guerra mondiale, l'incrociatore operò contro tedeschi e ottomani nell'ambito delle operazioni del teatro bellico del Mar Nero; dopo lo scoppio della rivoluzione d'ottobre nel 1917, l'equipaggio della nave passò al servizio della Repubblica Popolare Ucraina, poi dello Stato ucraino, e l'incrociatore venne rinominato Hetman Ivan Mazepa. Alla conclusione della guerra civile russa la nave fu ritrovata dalle forze sovietiche in stato di abbandono a Sebastopoli; ripristinato, l'incrociatore entrò in servizio con la Marina sovietica nel 1923 con il nuovo nome di Komintern.
Impegnato in svariate azioni nel Mar Nero durante la seconda guerra mondiale, il 16 luglio 1942 l'incrociatore fu gravemente danneggiato in un attacco aereo tedesco a Poti; il relitto fu successivamente radiato nell'ottobre seguente.

## Storia

### Prima guerra mondiale

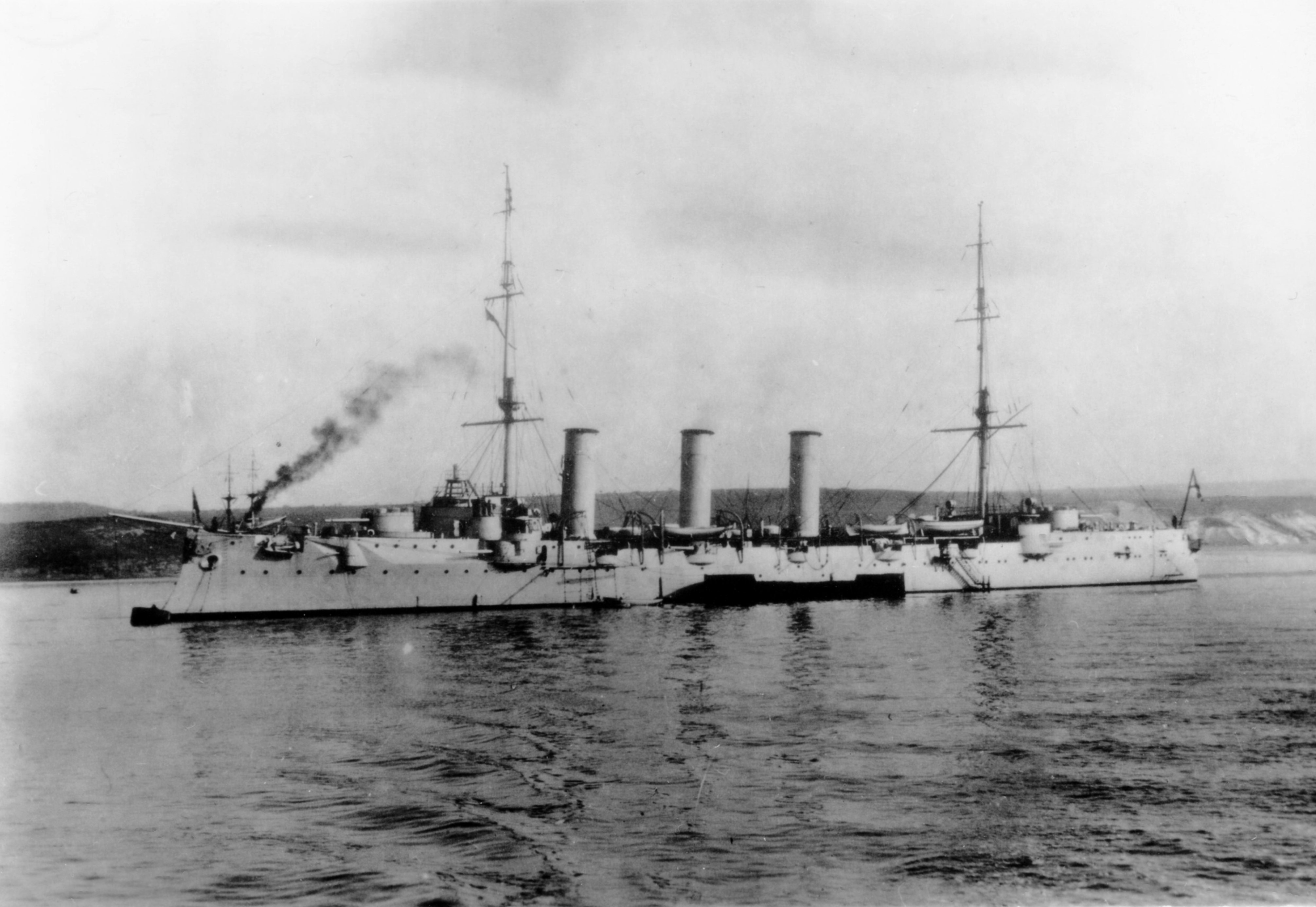
Il Pámât' Merkúriâ fotografato tra il 1905 e il 1913

Impostata nei cantieri ucraini di Mykolaïv nell'allora Impero russo il 23 agosto 1901, la nave venne varata il 20 maggio 1902 con il nome di Kagul (in russo Кагул?) in onore dell'omonima battaglia della guerra russo-turca del 1768-1774, entrando quindi in servizio con la Flotta del Mar Nero della Marina imperiale russa nel 1905; il nome dell'unità fu cambiato il 25 marzo 1907 in Pámât' Merkúriâ (in russo Память Меркурия?, "In memoria del Mercurio") per onorare il bricco Merkurij ("Mercurio"), famosa unità della Marina imperiale russa distintasi nel corso della guerra russo-turca del 1828-1829.
Allo scoppio della prima guerra mondiale nel 1914, il Pámât' Merkúriâ prese parte alle operazioni russe nel teatro bellico del Mar Nero contro la flotta ottomana e le unità tedesche alleate. Il 18 novembre 1914 l'incrociatore era di scorta a una squadra di cinque pre-dreadnought della Flotta del Mar Nero quando la formazione incappò, al largo di Capo Saryč in Crimea, nell'incrociatore da battaglia tedesco SMS Goeben e nell'incrociatore leggero SMS Breslau; la successiva battaglia di Capo Saryč vide i tedeschi ritirarsi dopo che il Goeben ebbe incassato un colpo di grosso calibro che appiccò un incendio a bordo. Nel corso del gennaio 1915 il Pámât' Merkúriâ e il suo gemello Ochakov ebbero due fugaci incontri prima con il Breslau e poi con l'incrociatore ottomano Hamidiye, ma in entrambi i casi il nemico si allontanò prima di subire alcun danno.
Il 10 maggio 1915 la Flotta del Mar Nero bombardò i forti ottomani posti a protezione del Bosforo. Gli incrociatori Pámât' Merkúriâ e Ochakov furono schierati in posizione avanzata rispetto al gruppo delle corazzate impegnato nel bombardamento, e avvistarono il Goeben che rientrava da una missione di pattugliamento: il Goeben tentò di serrare le distanze con il Pámât' Merkúriâ che subito si ritirò alla massima velocità in direzione del corpo principale della flotta russa, schivando i colpi tedeschi in arrivo. Le corazzate russe intervennero nello scontro, colpendo il Goeben tre volte e obbligandolo a ritirarsi; il Pámât' Merkúriâ non riportò alcun danno nel corso del combattimento.
Il 1º novembre 1917 il Pámât' Merkúriâ fu inviato a Costanza, nella Romania occupata dagli Imperi centrali, per distruggere i locali depositi di carburante. Un falso avvistamento di un sommergibile nemico portò alla cancellazione della missione, ma l'incrociatore tornò a Costanza il 4 novembre seguente e cannoneggiò i depositi di carburante con 231 colpi di grosso calibro, distruggendo 15 dei 37 serbatoi del porto.

### Periodo interbellico

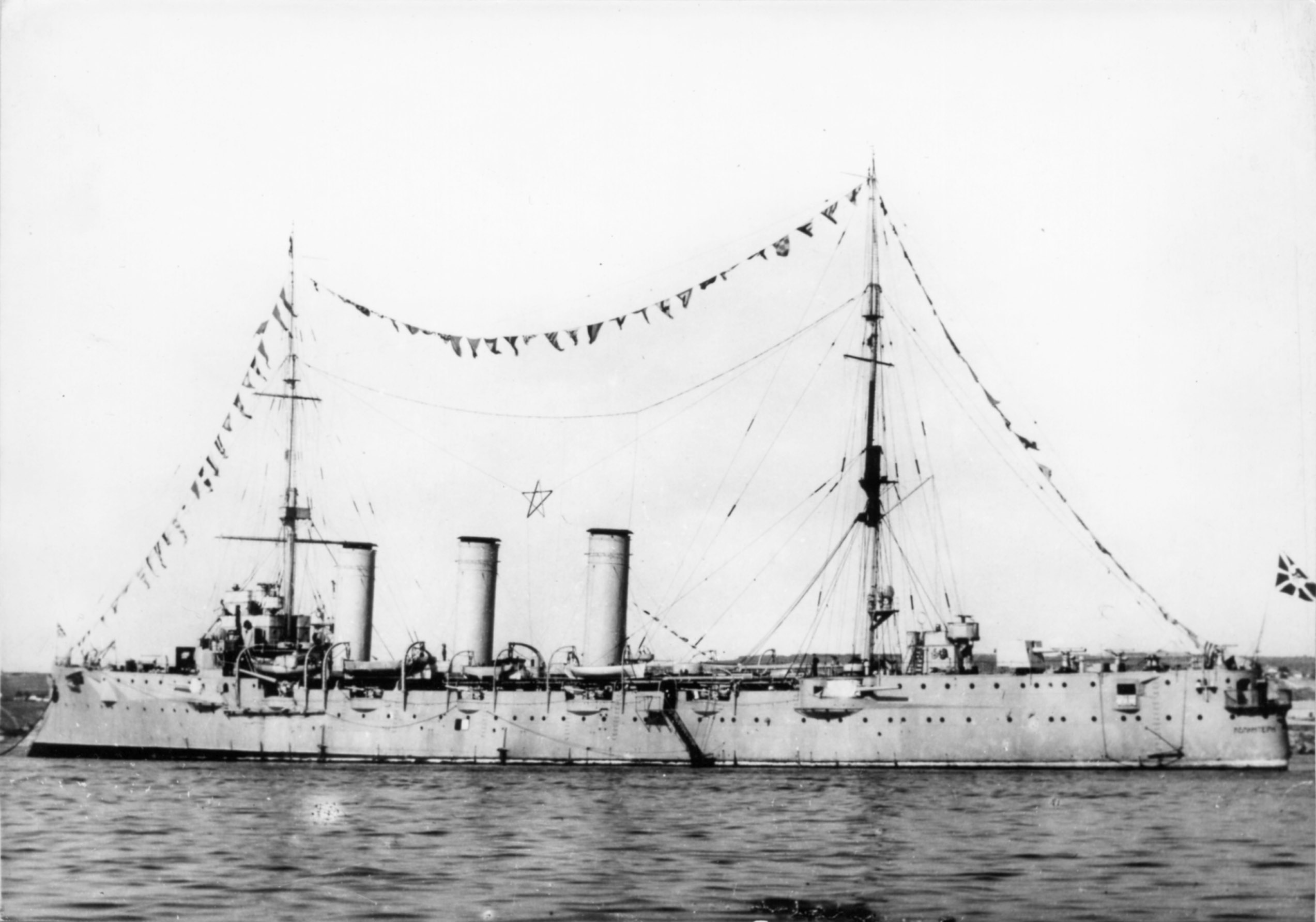
Il Komintern visto di poppa nel 1923

Lo scoppio della rivoluzione d'ottobre il 7 novembre 1917 portò rapidamente alla disorganizzazione delle forze armate russe, e il 12 novembre l'equipaggio del Pámât' Merkúriâ dichiarò la sua fedeltà al governo della neo-costituita Repubblica Popolare Ucraina; con lo scoppio della guerra ucraino-sovietica, la nave fu tuttavia catturata dalle forze dell'Armata Rossa bolscevica il 28 marzo 1918 e privata del suo armamento d'artiglieria, impiegato dai russi per equipaggiare alcuni treni blindati. Dopo la stipula del trattato di Brest-Litovsk, la nave fu catturata dalle forze tedesche il 1º maggio 1918 mentre giaceva in stato di abbandono a Sebastopoli, e impiegata come nave caserma. Il 17 settembre 1918 la nave fu consegnata dai tedeschi agli ucraini e, rinominata Hetman Ivan Mazepa (in ucraino Гетьман Іван Мазепа?) in onore dell'omonimo eroe ucraino, entrò formalmente in forza alla Marina dello Stato ucraino.
Con la fine della prima guerra mondiale nel novembre 1918 e la ritirata delle forze tedesche dall'Ucraina, l'incrociatore cadde in mano alle forze bianche anti-bolsceviche. Nell'aprile 1919 i motori dell'incrociatore furono sabotati poco prima che i bianchi abbandonassero temporaneamente il controllo di Sebastopoli alle forze bolsceviche, e ulteriori danni furono causati dall'esplosione di una mina quando i bianchi abbandonarono definitivamente la Crimea nel 1920. Caduta in mano alle forze della RSFS Russa, poi della neonata Unione Sovietica, la nave rimase in cantiere per diversi anni mentre parti di ricambio venivano recuperate dalle unità della sua stessa classe, che si trovavano in peggiori condizioni di manutenzione. Il 31 dicembre 1922 l'incrociatore fu ribattezzato Komintern (in russo Коминтерн?) in onore dell'organizzazione dell'Internazionale Comunista, e la nave entrò in servizio con la flotta sovietica nel giugno 1923; il suo armamento d'artiglieria dopo il ripristino si basava su quattordici cannoni da 130 mm distribuiti lungo le fiancate, due cannoni antiaerei da 75 mm e sei tubi lanciasiluri da 380 mm.

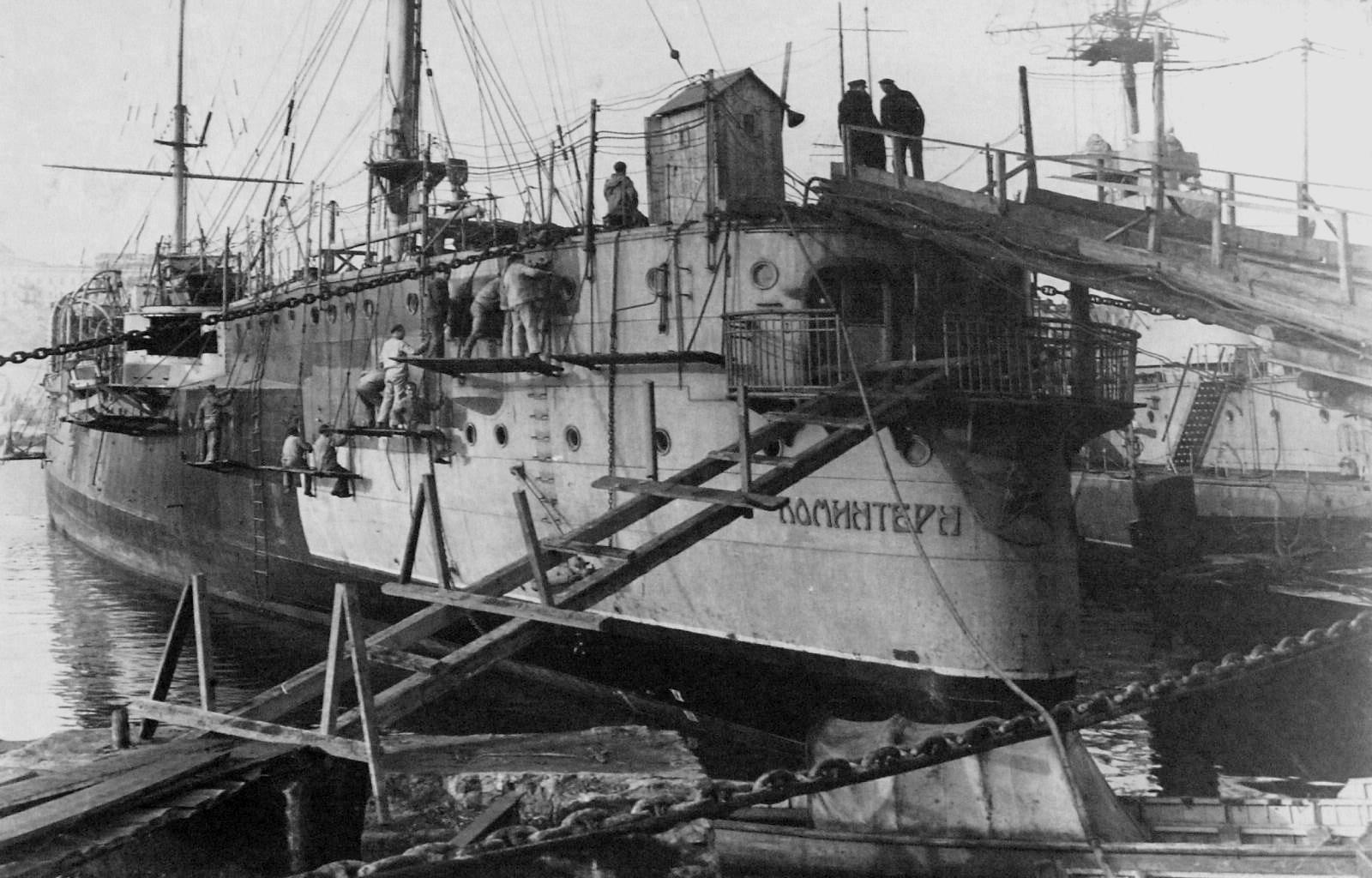
Il Komintern ai lavori a Sebastopoli nel 1930

L'incrociatore fu ristrutturato nel 1930 perché servisse come nave scuola, e quattro delle sue caldaie furono sbarcate per trasformare i relativi locali in aule d'istruzione; sei dei pezzi d'artiglieria installati lungo le fiancate furono rimpiazzati da quattro obsoleti cannoni da 75 mm/50, e i tubi lanciasiluri furono completamente rimossi. Nel maggio 1932 la nave entrò in collisione con l'incrociatore Krasnyj Kavkaz, causando gravi danni all'altra unità.
Le fonti non concordano su quando la nave fu riarmata come unità da guerra, ma probabilmente ciò non avvenne prima della fine degli anni 1930; le modifiche all'armamento videro l'installazione di una batteria di cannoni antiaerei forte di tre cannoni singoli da 76 mm, tre cannoni singoli da 45 mm, due mitragliere da 25 mm e cinque mitragliatrici DŠK da 12,7 mm. Nel 1941 la nave fu ulteriormente modificata perché potesse fungere da posamine: furono installate le sistemazioni per imbarcare e rilasciare 195 mine, ma la velocità massima calò ad appena 12 nodi.

### Seconda guerra mondiale

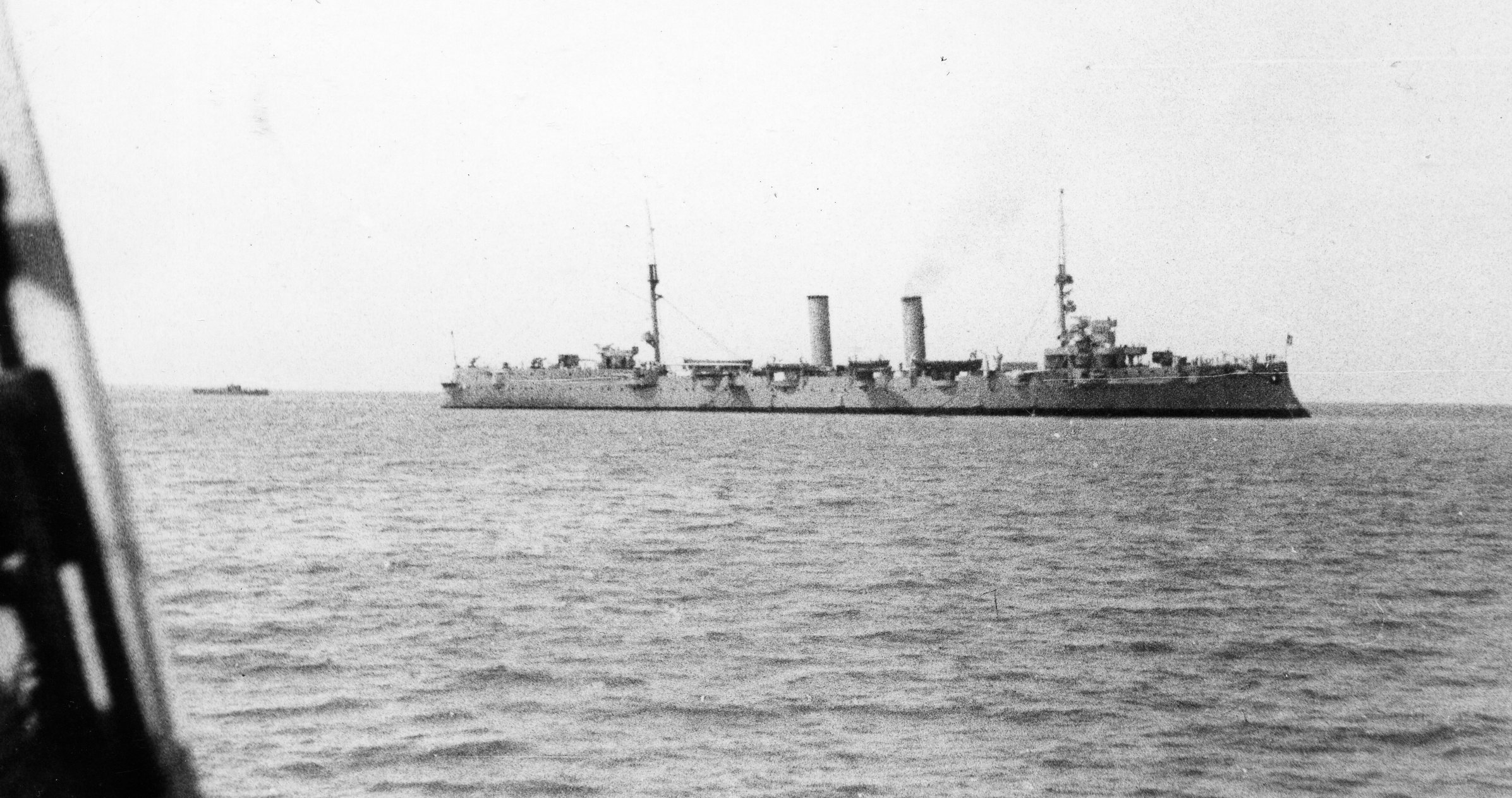
La nave in navigazione nel 1941

Dopo l'avvio dell'invasione tedesca dell'Unione Sovietica il 22 giugno 1941, il Komintern fu impegnato insieme agli incrociatori Krasnyj Kavkaz e Červona Ukraina e a vari cacciatorpediniere a stendere campi minati difensivi a protezione della base sovietica di Sebastopoli. L'8 agosto il Komintern e i cacciatorpediniere Nezamožnyk e Šaumjan furono inviati in appoggio alle forze sovietiche assediate a Odessa, venendo impiegati per gran parte del mese in numerosi bombardamenti costieri delle posizioni nemiche e scortando vari convogli da e per la città assediata. Dopo l'evacuazione di Odessa nell'ottobre 1941, l'incrociatore fu impegnato nel corso della campagna di Crimea, trasportando rifornimenti per la 44ª Armata sovietica a Feodosia il 1º gennaio 1942 nonché nei mesi seguenti truppe di rincalzo e vettovaglie per la guarnigione di Sebastopoli assediata dai tedeschi.
L'11 marzo 1942 il Komintern fu gravemente danneggiato in un attacco aereo tedesco, ma fu in grado di rientrare alla base con le sue stesse forze. Mentre era all'ancora a Novorossijsk, l'incrociatore fu nuovamente centrato dai bombardieri tedeschi del Kampfgeschwader 76 il 2 luglio 1942, venendo di conseguenza inviato nella più sicura base di Poti poco dopo; il 16 luglio il Komintern fu nuovamente colpito nel corso di un'incursione della Luftwaffe su Poti, risultando danneggiato al di là di qualsiasi capacità di riparazione se non proprio affondato. I cannoni dell'incrociatore furono recuperati tra l'agosto e il settembre 1942 e impiegati per armare delle batterie costiere a Tuapse; lo scafo, riportato a galla, fu spostato il 10 ottobre all'estuario del fiume Khobi, poco a nord di Poti, e affondato per fungere da frangiflutti.